# Péter Erdő
Dans le nom hongrois Erdő Péter, le nom de famille précède le prénom, mais cet article utilise l’ordre habituel en français Péter Erdő, où le prénom précède le nom.
Péter Erdő ([ˈpeːtɛr], [ˈɛrdøː]), né le 25 juin 1952 à Budapest, est un cardinal hongrois, archevêque d'Esztergom-Budapest et primat de Hongrie depuis 2003.

## Biographie
Il est le fils du docteur Sándor Erdő et de Mária Kiss et le premier d'une fratrie de six enfants.

### Formation
Péter Erdõ étudie aux séminaires de Esztergom et de Budapest, puis à l'université pontificale du Latran où il devient titulaire de deux doctorats, le premier en théologie et le deuxième en droit canon.
Il est ordonné prêtre le 18 juin 1975 pour le diocèse d'Esztergom en Hongrie.

### Prêtre
Péter Erdő, qui parle sept langues, a enseigné la théologie à la faculté de théologie d'Esztergom en Hongrie, ainsi qu'à l'université pontificale grégorienne à Rome. Il a également donné des cours à l'université catholique argentine à Buenos Aires, ainsi qu'à l'université pontificale du Latran.
Il a été recteur de l'Institut pontifical hongrois de Rome de mars à septembre 1987. Cet institut est connu pour avoir été utilisé par les services de renseignement communistes. Le prédécesseur et le successeur d'Erdő à ce poste ont été des agents identifiés du renseignement intérieur et extérieur. Il n'existe cependant aucune preuve qu'Erdő l'ait aussi été .

### Évêque
Nommé évêque titulaire (ou in partibus) de Puppi (de) et évêque auxiliaire de Székesfehérvár le 5 novembre 1999, il est consacré le 6 janvier suivant par le pape Jean-Paul II en personne.
Le 7 décembre 2002, il est nommé archevêque de Esztergom-Budapest et primat de Hongrie.

### Cardinal
À cinquante et un ans, il est créé cardinal par Jean-Paul II lors du consistoire du 21 octobre 2003 avec le titre de cardinal-prêtre de Sainte-Balbine. Les deux consistoires suivants de 2006 et 2007 ne voient la création d'aucun cardinal plus jeune que lui, il demeure donc le plus jeune membre du Sacré collège jusqu'au consistoire de 2010. Il participe au conclave de 2005, au conclave de 2013 et à celui de 2025 qui élisent respectivement les papes Benoît XVI, François et Léon XIV.
En septembre 2005, il est élu président de la Conférence épiscopale catholique hongroise et en octobre 2006, président du Conseil des conférences épiscopales d'Europe (CCEE), charge qu'il occupe pendant deux mandats, jusqu'en octobre 2016.
Au sein de la curie romaine, il est membre de la Congrégation pour l'éducation catholique, de la Congrégation pour le culte divin et la discipline des sacrements, du Conseil pontifical pour les textes législatifs et du Tribunal suprême de la Signature apostolique.

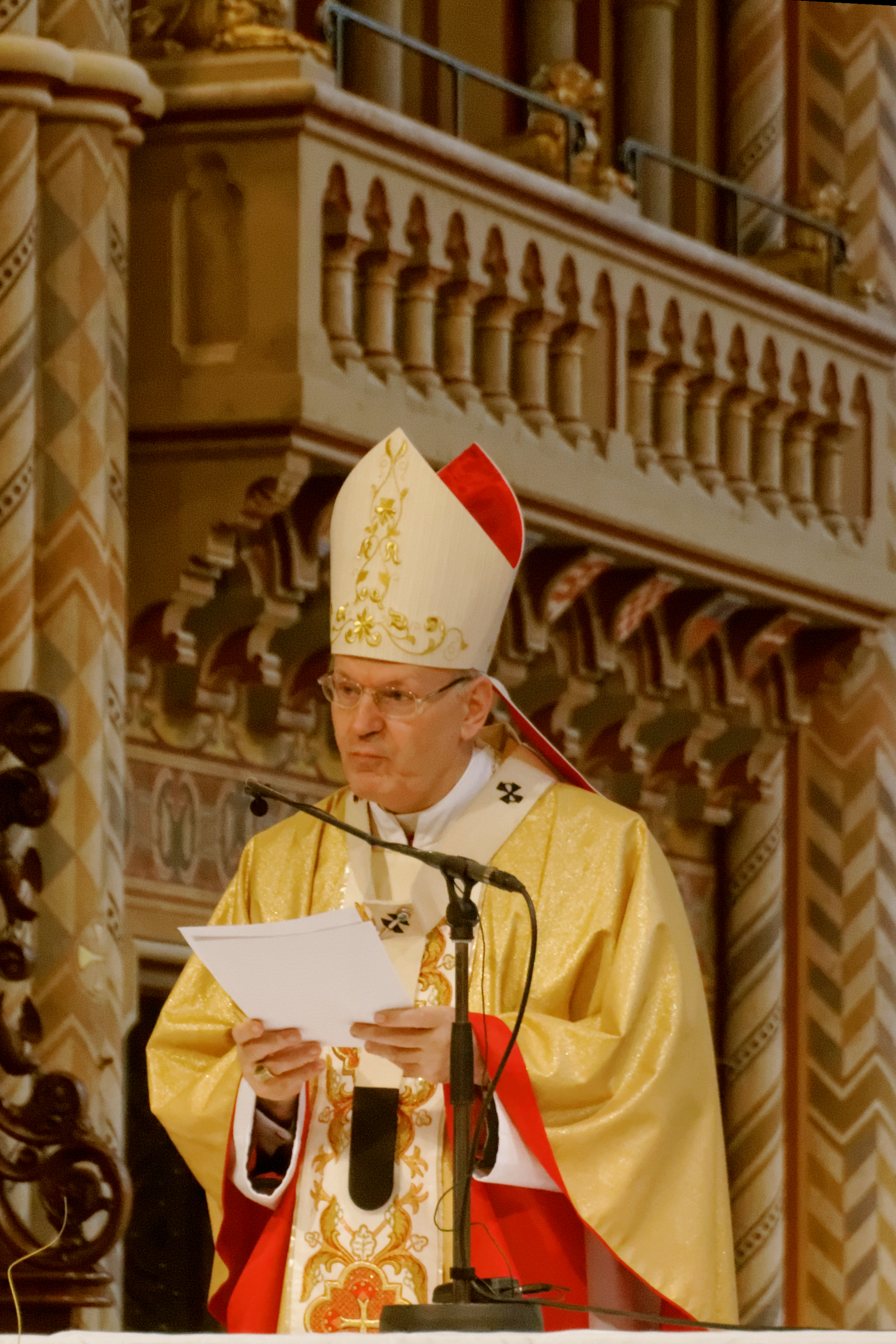
Péter Erdő en 2013.

Le 14 octobre 2013, François le nomme rapporteur général de la IIIe assemblée générale extraordinaire du Synode des évêques convoquée à Rome en octobre 2014 sur le thème des « défis pastoraux de la famille dans le contexte de l’évangélisation ». Le 9 septembre 2014, il est aussi nommé « père synodal » du synode des évêques sur la famille se déroulant du 5 au 19 octobre, en qualité de membre du conseil ordinaire du synode des évêques.
Il est fait le 28 mai 2015, bailli grand-croix d’honneur et dévotion de l'ordre souverain militaire et hospitalier de Saint-Jean de Jérusalem, de Rhodes et de Malte par le grand maître Matthew Festing.
Le 27 juin 2015, il est nommé par François membre de la Congrégation pour les Églises orientales.
Le 6 août 2020, il fait partie des 6 nouveaux cardinaux nommés par François au Conseil pour l'économie du Vatican,.
Le 29 mars 2023, il devient cardinal-prêtre de Santa Maria Nuova, dont il prend possession le 1er juillet 2023.

## Prises de positions
En 2015, il s'oppose à l'accueil des réfugiés, et le compare même à du trafic d'êtres humains.

## Distinction
- Bailli grand-croix d'honneur et dévotion de l'ordre souverain militaire et hospitalier de Saint-Jean de Jérusalem, de Rhodes et de Malte (28 mai 2015[6])
- Grand'croix de l'ordre de Saint-Étienne de Hongrie (2017)